# James Gordon Farrell
James Gordon Farrell, né à Liverpool le 25 janvier 1935 et mort à la Baie de Bantry le 11 août 1979, est un romancier britannique. Son œuvre la plus importante est sa trilogie romanesque intitulée Empire Trilogy : Hôtel Majestic (Troubles), Le Siège de Krishnapur (The Siege of Krishnapur) et L'Étreinte de Singapour (The Singapore Grip), trois romans historiques qui traitent des conséquences politiques et humaines de la British Colonial Rule. Le Siège de Krishnapur a reçu le prix Booker en 1973.

## Biographie

### Enfance et éducation
Farrell est né à Liverpool dans une famille d'origine irlandaise. À l'âge de 12 ans ses parents déménagent à Dublin. En 1956, il part étudier au Brasenose College, à Oxford, séjour au cours duquel il contracte la poliomyélite.

### Œuvres de jeunesse
Farrell publie son premier roman A man From Elsewhere en 1963. 
En 1965, deux ans après, il publie son deuxième roman : The Lung, œuvre dans laquelle Farrell retourna au traumatisme qu'il subit une décennie auparavant lors de son hospitalisation.

### Empire Trilogy
Troubles raconte l'histoire à la fois mélancolique et comique d'un major anglais, Brendan Archer qui va en 1919 dans le County Wicklow en Irlande pour rencontrer la femme avec qui il pense qu'il va se marier.
Le Siège de Krishnapur décrit le microcosme colonial britannique pendant la révolte des cipayes.
L'Emprise de Singapour fait vivre au jour le jour à Singapour l'approche des Japonais à travers la Malaisie, puis la chute de la «forteresse imprenable».

### Décès
En 1979, Farrell décide de quitter Londres pour s'installer dans une péninsule du sud-ouest de l'Irlande, le Sheep's Head.
Il repose dans le cimetière de Saint James Church of Ireland.

## Œuvre

### Romans

#### Empire Trilogy
- 1970 Troubles Publié en français sous le titre Hôtel Majestic, traduit par Jean-Baptiste de Seynes, Paris, Fayard, 1991  (ISBN 2-213-02727-7)
- 1973 The Siege of Krishnapur Publié en français sous le titre Le Siège de Krishnapur, traduit par Jean-Baptiste de Seynes, Paris, Fayard, 1990  (ISBN 2-213-02434-0) ; réédition, Paris, LGF, coll. « Le Livre de poche. Biblio » no 3185, 1992  (ISBN 2-253-06222-7)
- 1978 The Singapore Grip Publié en français sous le titre L'Étreinte de Singapour, traduit par Geneviève Doze, Paris, Fayard, 2003  (ISBN 2-213-61513-6)

#### Autres romans
- 1963 A Man From Elsewhere
- 1965 The Lung
- 1967 A Girl in the Head Publié en français sous le titre Une fille dans la tête, traduit par Éric Diacon, Paris, Fayard, 2001  (ISBN 2-213-60885-7)